# Platónico (álbum)
Platónico es el primer álbum de estudio de reggaeton por el cantante puertorriqueño Jay Wheeler, con la única colaboración de Farruko en «Otra Noche Más (Remix)». Producido en casi su totalidad por DJ Nelson, con quien venía trabajando luego del éxito de su sencillo «Por Tu Culpa», publicado en 2018.
Según palabras del cantante, el contenido lírico del álbum estaba enfocado en el amor y no en un estilo agresivo.

## Lista de canciones
| N.º | Título                                   | Productor(es)                         | Duración |  |
| 1.  | «Yo No Cambié»                           | DJ Nelson                             | 2:08     |  |
| 2.  | «Diferente»                              | DJ Nelson                             | 3:17     |  |
| 3.  | «No Dejo De Amarte»                      | DJ Nelson                             | 3:14     |  |
| 4.  | «Se Rebeló»                              | DJ Nelson                             | 3:14     |  |
| 5.  | «Dime Que Sí»                            | DJ Nelson                             | 3:31     |  |
| 6.  | «Otra Noche Mas (Remix)» (feat. Farruko) | DJ Nelson, Los Vegaton & Sharo Torres | 4:39     |  |
| 7.  | «Yo Tampoco»                             | DJ Nelson                             | 3:48     |  |
| 8.  | «Se Fue»                                 | DJ Nelson & Los Vegaton               | 3:14     |  |
| 9.  | «Si Quieres Amor»                        | DJ Nelson                             | 2:56     |  |
| 10. | «Te Amo / Te Odio»                       | DJ Nelson                             | 3:31     |  |
| 11. | «Si Te Vas»                              | Los Vegaton                           | 3:22     |  |
| 12. | «Sin Ti»                                 | DJ Nelson & Los Vegaton               | 3:35     |  |
| 13. | «Me Enamore»                             | DJ Nelson                             | 4:13     |  |